# آرل كاسترو
آرل كاسترو (بالإنجليزية: Arles Castro) مواليد 17 يوليو 1979 في كولومبيا، هو دراج كولومبي. شارك في دورة الألعاب الأولمبية الصيفية.

## سباقات أو مراحل فاز بها
| التاريخ | السباق | المركز |
| ------- | ------ | ------ |